# Gian Alberto Bossi
Gian Alberto Bossi, indicato anche come Bosso o Bossius, (Busto Arsizio, 1450-1460 – Busto Arsizio, 1512 circa), è stato un poeta, letterato e umanista italiano.

## Biografia
Visse alla corte degli Sforza fino alla caduta del ducato di Milano sotto la dominazione francese avvenuta nel 1499. Inizialmente confidò nella protezione del signore milanese, Gian Galeazzo Maria Sforza, ma la prepotenza di Ludovico il Moro, che usurpò il trono del ducato nel 1494, lo costrinse a tornare nel borgo di Busto Arsizio, nel quale aprì una scuola per l'insegnamento del latino ai giovani di buona famiglia. In seguito aprì una scuola anche a Legnano.
Il letterato bustocco scrisse in diverse edizioni una grammatica latina (Institutiones grammaticae) per i suoi allievi, che ebbe larga diffusione al suo tempo.
Come umanista, fu uno dei protagonisti della stagione culturale che Pio Bondioli ha definito "Rinascimento bustese", del quale il santuario bramantesco di Santa Maria di Piazza è la massima espressione.

### Morte ed eredità
Morì a Busto Arsizio nel secondo decennio del Cinquecento.
A lui è dedicata la scuola media statale situata nel centro cittadino.